# Distylium cuspidatum
Distylium cuspidatum är en trollhasselart som beskrevs av Hung T. Chang. Distylium cuspidatum ingår i släktet Distylium och familjen trollhasselfamiljen. Inga underarter finns listade i Catalogue of Life.